# Nikolai Günther
Nikolai Maksimovici Günther (în rusă Николай Максимович Гюнтер, n. 17 decembrie [S.V. 5 decembrie] 1871 la Sankt Petersburg – d. 4 mai 1941 la Leningrad) a fost un matematician rus, cunoscut pentru contribuțiile sale în domenii ca: teoria potențialului, a ecuațiilor integrale și cea a ecuațiilor cu derivate parțiale.
Un mare ciclu de lucrări se referă la problemele fizicii matematice și anume la hidrodinamica lichidelor ideale.
Una din cărțile sale a fost tradusă și în română sub titlul Culegere de probleme de matematici superioare, apărută la Editura Tehnică în 1950.